# Qazmalar
Qazmalar è un comune dell'Azerbaigian situato nel distretto di Qax. Conta una popolazione di 249 abitanti.